# Michael Keaton
Michael John Douglas (Coraopolis, Pensilvania, 5 de septiembre de 1951), más conocido por su nombre artístico Michael Keaton, es un actor estadounidense, ganador de un Globo de Oro.
Es conocido por su vasta carrera e intervenciones en películas como la comedía de humor negro Beetlejuice (1988), encarnar al superhéroe de DC Comics, Batman, en Batman (1989) y su secuela, Batman Returns (1992) —las tres dirigidas por Tim Burton— con las que saltaría a la fama mundial y ganaría la aclamación de la crítica. También actuó en Multiplicity (1996), en el drama Jackie Brown (1997), en la comedia navideña Jack Frost (1999), White Noise (2005), en Toy Story 3 (2010) como la voz de Ken, en el drama Spotlight (2015), en la película biográfica The Founder (2016) como Ray Kroc, en Spider-Man: Homecoming (2017) como el supervillano de Marvel Comics, Buitre, y en la película drámatica legal histórica The Trial of the Chicago 7 (2020) como Ramsey Clark, con la que ganaría múltiples premios. En 2008 dirigió su primera película, en la que también actuó, The Merry Gentleman.
En 2014, Keaton volvería a ganarse la aclamación de la crítica por su actuación como Riggan Thomson/Birdman en la multipremiada película de comedia negra Birdman, dirigida por el mexicano Alejandro González Iñárritu, con la que tendría su primera nominación a los Óscars como mejor actor; ganaría un Globo de Oro como Mejor actor - Comedia o musical, un Premio del Sindicato de Actores como mejor reparto, entre muchos otros galardones.
Keaton fue galardonado con un premio Career Achievement Award del Festival de Cine de Hollywood. El 18 de enero de 2016 fue nombrado Oficial de la Orden de las Artes y las Letras de Francia. También es académico invitado en la Universidad Carnegie Mellon.

## Biografía
Michael nació en Coraopolis, Pensilvania, el 5 de septiembre de 1951, en el seno de una familia católica irlandesa, siendo el menor de siete hermanos. Su padre era ingeniero civil y su madre, Leona, era ama de casa. En 1982 se casó con la actriz Caroline McWilliams, de la que se divorció en 1990. La pareja tuvo un solo hijo, llamado Sean Douglas (1983), quien es un compositor y productor discográfico ganador de un premio Grammy.
Se vio obligado a utilizar un seudónimo debido a que su nombre real se prestaba a confusión en el sindicato de actores con el nombre artístico del actor Michael Douglas, cuyo apellido de nacimiento es Danilovich. Para resolver este inconveniente, terminó optando por apellidarse artísticamente Keaton. Sobre esta decisión, el propio Michael explicó:

Cuando quise afiliarme al sindicato de actores, me dijeron que tenía que cambiarme el apellido, pues ya había dos actores llamados Michael Douglas. Uno, el que todos conocemos. El otro, era un actor de películas porno. Entonces fue que pensé que mi nuevo apellido debía comenzar con K, por lo que tomé una guía telefónica para buscar y descubrí allí el apellido Keaton. Simplemente, el apellido me gustó y lo elegí, más allá de ser el de la actriz Diane Keaton.
Michael Keaton.

## Trayectoria
Debutó como actor en 1976 en la serie de televisión All's Fair, donde apareció en cinco episodios; luego trabajó en series televisivas como Maude (1977) y The Mary Tyler Moore Show (1979). Hizo su debut en el cine bajo la dirección de Ron Howard en la comedia Night Shift (1982), junto a Henry Winkler y Shelley Long. Después trabajó en la efectiva comedia Mr. Mom (1983) y protagonizó la comedia de gánsgteres Johnny Dangerously (1984). Otra vez de la mano de Ron Howard, protagonizó Gung Ho (1986), conocida en Hispanoamérica como El milagro japonés y en España como Pisa a fondo, en la que Keaton interpretó a un supervisor que convence a una poderosa compañía japonesa de automóviles para que vuelva a abrir la fábrica de coches donde trabajaba, en una pequeña ciudad de Pensilvania. Actuó en la comedia-drama Touch and Go (1986), junto a María Conchita Alonso, y protagonizó The Squeeze (1987). Luego realizó uno de sus papeles más recordados en Beetlejuice (1988), donde dio vida a un cómico fantasma bastante excéntrico y repulsivo, actuando junto a Geena Davis, Alec Baldwin y Winona Ryder; la cinta fue dirigida por Tim Burton, con quien siguió trabajando posteriormente.
A continuación, cambió su imagen cómica interpretando al clásico personaje de los cómics Batman en la película homónima de 1989, junto con Jack Nicholson como su archienemigo el Joker, Kim Basinger y Jack Palance, bajo la dirección de un conocido suyo, Tim Burton, siendo uno de los filmes más taquilleros del año y llevando a Keaton a ser conocido en el mundo entero.
Empezando la década de 1990, realizó otro papel diametralmente opuesto a lo que hacía y personifica a un vecino sombrío y con un oscuro pasado en el filme de suspenso Pacific Heights (1990), con Melanie Griffith y Matthew Modine. Después se viste de policía en Un buen policía (1991), con Rene Russo. Se pone nuevamente la piel del "caballero de la noche" en Batman Returns (1992), esta vez junto a Michelle Pfeiffer como Catwoman y Danny DeVito interpretando al Pingüino, dirigida nuevamente por Tim Burton y anotándose otro éxito. Pero cuando Joel Schumacher entró al mundo de Batman, no volvió a interpretar al personaje. En 1993 trabaja en el filme de Kenneth Branagh Mucho ruido y pocas nueces, basada en la obra homónima de William Shakespeare, realizando el rol de villano, con un gran reparto coral que incluyó al mismo Kenneth Branagh, Emma Thompson, Denzel Washington, Keanu Reeves, Kate Beckinsale, entre otros. Ese mismo año realiza el drama My Life (1993), de Ron Howard, junto a Nicole Kidman, y en 1994 actúa en The Paper, con otro gran elenco que incluye a Glenn Close, Robert Duvall, Marisa Tomei, Randy Quaid, Jason Robards, entre otros reconocidos actores.
En 1995 protagonizó la comedia romántica Speechless, con Geena Davis y Christopher Reeve. Luego llegaría la comedia Multiplicity (1996), donde personifica a varios clones, junto a Andie McDowell, y un año después participa en el thriller de Quentin Tarantino Jackie Brown (1997), junto a un gran elenco con Pam Grier, Samuel L. Jackson, Robert Forster y Robert De Niro. Más tarde participaría en Desesperate Measures (1998), con Andy García, y luego interpreta a un muñeco de nieve maléfico en la comedia navideña Jack Frost, de 1999, con Kelly Preston.
Dos años más tarde, en 2001, encabezó el elenco de un thriller con trazos de policial negro y persecuciones, Quicksand, con el actor británico Michael Caine como segunda figura y con la dirección de John Mackenzie. En televisión hizo un notable papel en el telefilme Live from Baghdad (2003), que le supuso su primera candidatura al Globo de Oro en la categoría de Mejor actor de miniserie o telefilme. Enseguida intervino en la comedia First Daughter (2004), protagonizada por Katie Holmes y dirigida por Forest Whitaker. En 2005 intervino en películas como White Noise (2005) y en Herbie: Fully Loaded (2005), de Disney, junto a Lindsay Lohan y Matt Dillon.
En 2008 protagonizó un nuevo telefilme, que le valió su primera candidatura a los Premios del Sindicato de Actores en la categoría de Mejor actor de televisión en miniserie o telefilme. Después prestó su voz en la producción de Pixar Cars (2005) y al personaje de Ken en la tercera entrega de Toy Story, titulada Toy Story 3 (2010). Además, participó en la comedia The Other Guys (2010), protagonizada por Mark Wahlberg y Will Ferrell.
A finales de 2014 protagonizó Birdman, dirigida por Alejandro González Iñárritu, en la que interpreta a un actor en horas bajas que intenta remontar su carrera tras un exitoso pasado en el que dio vida a un superhéroe. Aunque el director negó haberse inspirado en la propia vida de Keaton, existen paralelismos entre el guion de la película y la carrera del actor, dados los escasos papeles relevantes que había obtenido hasta la fecha después de su popularidad por interpretar, entre otras cosas, al personaje de Batman hasta en dos ocasiones. Birdman fue un éxito de crítica, encumbrando al actor de nuevo a la primera línea y haciéndole ganar el Globo de Oro al mejor actor protagonista en la categoría de comedia.
Luego trabaja en The Founder, que narra la fundación de la cadena de comidas rápidas Mcdonalds, y en Spider-Man: Homecoming, del Universo cinematográfico de Marvel, en la que interpreta al supervillano el Buitre.
En 2017 hizo la película American Assassin como Stan Hurley. En 2019 volvió a trabajar bajo la dirección de Tim Burton en la adaptación de acción en vivo del clásico de Disney Dumbo.

## Filmografía

### Cine
| Año  | Título                        | Papel                           |
| ---- | ----------------------------- | ------------------------------- |
| 1978 | Rabbit Test                   | Sailor                          |
| 1978 | A Different Approach          | Cineasta                        |
| 1982 | Night Shift                   | Bill Blazejowski                |
| 1983 | Mr. Mom                       | Jack Butler                     |
| 1984 | Johnny Dangerously            | Johnny Kelly/Johnny Dangerously |
| 1986 | Gung Ho                       | Hunt Stevenson                  |
| 1986 | Touch and Go                  | Robert "Bobby" Barbato          |
| 1987 | The Squeeze                   | Harold "Harry" Berg             |
| 1988 | She's Having a Baby           | Él mismo                        |
| 1988 | Beetlejuice                   | Beetlejuice                     |
| 1988 | Clean and Sober               | Daryl Poynter                   |
| 1989 | The Dream Team                | William "Billy" Caufield        |
| 1989 | Batman                        | Bruce Wayne/Batman              |
| 1990 | Pacific Heights               | Cárter Hayes                    |
| 1991 | One Good Cop                  | Arthur "Artie" Lewis            |
| 1992 | Batman Returns                | Bruce Wayne/Batman              |
| 1993 | Mucho ruido y pocas nueces    | Dogberry                        |
| 1993 | My Life                       | Robert "Bob" Jones              |
| 1994 | The Paper                     | Henry Hackett                   |
| 1994 | Speechless                    | Kevin Vallick                   |
| 1996 | Multiplicity                  | Douglas "Doug" Kinney           |
| 1997 | Inventing the Abbotts         | Narrador/Doug viejo             |
| 1997 | Jackie Brown                  | Raymond "Ray" Nicolette         |
| 1998 | Desperate Measures            | Peter J. McCabe                 |
| 1998 | Out of Sight                  | Raymond "Ray" Nicolette         |
| 1998 | Jack Frost                    | Jack Frost                      |
| 2000 | A Shot at Glory               | Peter Cameron                   |
| 2003 | Quicksand                     | Martin Raikes                   |
| 2004 | First Daughter                | Presidente Mackenzie            |
| 2005 | Porco Rosso                   | Porco Rosso (doblaje en inglés) |
| 2005 | White Noise                   | Jonathan Rivers                 |
| 2005 | Game 6                        | Nicholas "Nicky" Rogan          |
| 2005 | Herbie: Fully Loaded          | Raymond "Ray" Peyton, Sr.       |
| 2006 | Cars                          | Chick Hicks (voz)               |
| 2007 | The Last Time                 | Ted "Theodore"                  |
| 2009 | The Merry Gentleman           | Franklin "Frank" Logan          |
| 2009 | Post Grad                     | Walter Malby                    |
| 2009 | Noah's Ark: The New Beginning | Noé (voz)                       |
| 2010 | Toy Story 3                   | Ken (voz)                       |
| 2010 | The Other Guys                | Capitán Gene Mauch              |
| 2011 | Vacaciones en Hawaii          | Ken (voz)                       |
| 2013 | Penthouse North               | Hollander                       |
| 2014 | RoboCop                       | Raymond Sellars                 |
| 2014 | Need for Speed                | Monarch                         |
| 2014 | Birdman                       | Riggan Thomson/Birdman          |
| 2015 | Minions                       | Walter Nelson (voz)             |
| 2015 | Spotlight                     | Walter V. Robinson              |
| 2016 | The Founder                   | Ray Kroc                        |
| 2017 | American Assassin             | Stan Hurley                     |
| 2017 | Spider-Man: Homecoming        | Adrián Toomes / El Buitre       |
| 2019 | Dumbo                         | V.A. Vandevere                  |
| 2020 | The Trial of the Chicago 7    | Ramsey Clark                    |
| 2020 | Worth                         | Kenneth Feinberg                |
| 2021 | The Protégé                   | Rembrandt                       |
| 2022 | Morbius                       | Adrián Toomes / El Buitre       |
| 2023 | The Flash                     | Bruce Wayne / Batman            |
| 2023 | Knox Goes Away                | John Knox                       |
| 2024 | Beetlejuice Beetlejuice       | Beetlejuice                     |
| 2025 | Batgirl                       | Bruce Wayne / Batman            |

### Televisión
| Año     | Título                                   | Papel                | Notas |
| ------- | ---------------------------------------- | -------------------- | --- |
| 1975    | Mister Rogers' Neighborhood              | Voluntario           | Episodio: "1,435"                                                                                         |
| 1976–77 | All's Fair                               | Lannie Wolf          | 5 episodios                                                                                               |
| 1976–77 | Klein Time                               | Varios papeles       | Especial                                                                                                  |
| 1976–77 | Mary Hartman, Mary Hartman               | El ladrón            | Episodio 2.90                                                                                             |
| 1976–77 | Maude                                    | Chip Winston         | Episodio: "Arthur's Crisis"                                                                               |
| 1978    | The Tony Randall Show                    | Zeke                 | 2 episodios                                                                                               |
| 1978    | Mary                                     | Varios papeles       | 3 episodios                                                                                               |
| 1978    | Family                                   | Vendedor de árboles  | Episodio: "Gifts"                                                                                         |
| 1979    | Working Stiffs                           | Mike O'Rourke        | 9 episodios                                                                                               |
| 1979    | The Mary Tyler Moore Hour                | Kenneth Christy      | 11 episodios                                                                                              |
| 1982    | Report To Murphy                         | Murphy               | 6 episodios                                                                                               |
| 1990    | The Earth Day Special                    | Charles McIntyre     | Especial                                                                                                  |
| 2001    | Los Simpson                              | Jack Crowley (voz)   | Episodio: "Pokey Mom"                                                                                     |
| 2002    | Frasier                                  | Blaine Sternin       | Episodio: "Wheels of Fortune"                                                                             |
| 2002    | Live from Baghdad                        | Robert Wiener        | Telefilme Nominado—Globo de Oro al mejor actor de miniserie o telefilme                                   |
| 2003    | King of the Hill                         | Trip Larsen (voz)    | Episodio: "Pigmalion"                                                                                     |
| 2003    | Gary the Rat                             | Jerry Andrews (voz)  | Episodio: "Catch Me If You Can"                                                                           |
| 2004    | Fred Rogers: America's Favorite Neighbor | Él mismo (anfitrión) | Nominado—Premio Primetime Emmy a la mejor serie no ficcional                                              |
| 2007    | The Company                              | James Angleton       | 6 episodios Nominado—Premio del Sindicato de Actores al mejor actor de televisión - Miniserie o telefilme |
| 2011    | 30 Rock                                  | Tom                  | Episodio: "100"                                                                                           |
| 2013    | Clear History                            | Joe Stumpo           | Telefilme                                                                                                 |

### Videojuegos
| Año  | Título                     | Papel vocal  |
| ---- | -------------------------- | ------------ |
| 2006 | Cars                       | Chick Hicks  |
| 2009 | Cars Race-O-Rama           | Chick Hicks  |
| 2012 | Call of Duty: Black Ops II | Jason Hudson |

## Premios y nominaciones

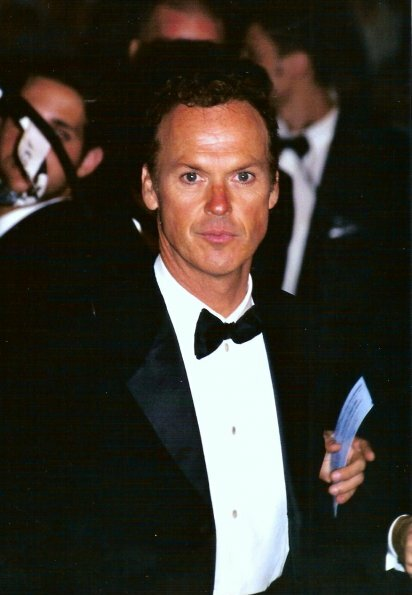
Michael Keaton en el Festival de Cine de Cannes de 2002.

Premios Óscar
| Año  | Categoría   | Película | Resultado |
| ---- | ----------- | -------- | --------- |
| 2015 | Mejor actor | Birdman  | Nominado  |

Globos de Oro
| Año  | Categoría                                            | Película          | Resultado |
| ---- | ---------------------------------------------------- | ----------------- | --------- |
| 2015 | Mejor actor - Comedia o musical                      | Birdman           | Ganador   |
| 2003 | Globo de Oro al mejor actor de miniserie o telefilme | Live From Baghdad | Nominado  |

Premios del Sindicato de Actores
| Año  | Categoría                           | Película    | Resultado |
| ---- | ----------------------------------- | ----------- | --------- |
| 2015 | Mejor reparto                       | Birdman     | Ganador   |
| 2015 | Mejor actor                         | Birdman     | Nominado  |
| 2008 | Mejor actor - Miniserie o telefilme | The Company | Nominado  |

- Otros reconocimientos

| Año  | Premio                                                   | Categoría                             | Trabajo         | Resultado     |
| ---- | -------------------------------------------------------- | ------------------------------------- | --------------- | ------------- |
| 2025 | Nickelodeon Kids' Choice Awards                          | Villano favorito                      | Beetlejuice     | Nominado      |
| 2015 | Critics' Choice Movie Awards                             | Mejor actor                           | Birdman         | Ganador       |
| 2015 | Critics' Choice Movie Awards                             | Mejor actor en una comedia            | Birdman         | Ganador       |
| 2015 | Premios Independent Spirit                               | Mejor actor                           | Birdman         | Ganador       |
| 2015 | Premios Satellite                                        | Mejor actor                           | Birdman         | Ganador       |
| 2015 | Sociedad de Críticos de Phoenix                          | Mejor actor                           | Birdman         | Ganador       |
| 2014 | Premios Gotham                                           | Mejor actor                           | Birdman         | Ganador       |
| 2014 | Festival Internacional de Cine de Chicago                | Mejor actor                           | Birdman         | Ganador       |
| 2014 | Asociación de Críticos de Cine de Chicago                | Mejor actor                           | Birdman         | Ganador       |
| 2014 | Crítica de Washington                                    | Mejor actor                           | Birdman         | Ganador       |
| 2014 | National Board of Review                                 | Mejor actor(empatado con Oscar Isaac) | Birdman         | Ganador       |
| 2014 | Premios de la Crítica de Boston                          | Mejor actor                           | Birdman         | Ganador       |
| 2014 | Premios de la Crítica de Boston                          | Mejor elenco                          | Birdman         | Nominado      |
| 2014 | Sociedad de Críticos de Cine de Detroit                  | Mejor actor                           | Birdman         | Ganador       |
| 2014 | National Board of Review                                 | Mejor actor                           | Birdman         | Ganador       |
| 2014 | Sociedad de Críticos de Cine de Las Vegas                | Mejor actor                           | Birdman         | Ganador       |
| 2014 | Asociación de Críticos del cine de Los Ángeles           | Mejor actor                           | Birdman         | Segundo Lugar |
| 2014 | Sociedad de Críticos de Cine Online                      | Mejor actor                           | Birdman         | Ganador       |
| 2014 | Sociedad de Críticos del cine de Phoenix                 | Mejor actor                           | Birdman         | Ganador       |
| 2014 | Círculo de Críticos de Cine de San Francisco             | Mejor actor                           | Birdman         | Ganador       |
| 2014 | Asociación de Críticos de Cine de Utah                   | Mejor actor                           | Birdman         | Ganador       |
| 2014 | Asociación de Críticos de Cine del Área Washington D. C. | Mejor actor                           | Birdman         | Ganador       |
| 2014 | Asociación de Críticos de Cine del Área Washington D. C. | Mejor elenco                          | Birdman         | Ganador       |
| 2014 | Asociación St. Louis Gateway de Críticos del Cine        | Mejor actor                           | Birdman         | Nominado      |
| 2014 | Sociedad de Críticos de San Diego                        | Mejor actor                           | Birdman         | Nominado      |
| 2014 | Círculo de Críticos de Cine de Kansas City               | Mejor actor                           | Birdman         | Ganador       |
| 1982 | Círculo de Críticos de Cine de Kansas City               | Mejor Actor de Reparto                | Night Shift     | Ganador       |
| 2005 | Teen Choice Awards                                       | Choice Movie Escena Scary             | White Noise     | Nominado      |
| 1992 | MTV Movie Awards                                         | Mejor Beso (con Michelle Pfeiffer )   | Batman Returns  | Nominado      |
| 1988 | Premios de la Sociedad Nacional de Críticos de Cine      | Mejor actor                           | Clean and Sober | Ganador       |
| 1988 | Premios de la Sociedad Nacional de Críticos de Cine      | Mejor actor                           | Beetlejuice     | Ganador       |
| 1988 | Premios Saturn                                           | Mejor actor de reparto                | Beetlejuice     | Nominado      |